# 2. deild karla
Il 2. deild karla è il terzo livello del campionato islandese di calcio.
Fondata nel 1966, in origine il 2. deild si componeva di due gironi regionali, ciascuno dei quali contava dalle 7 alle 10 formazioni partecipanti. Nel 1987 è stato deciso di fondere i due raggruppamenti in un unico girone nazionale con 10 squadre. Da quel momento, le prime due classificate al termine della stagione vengono promosse alla 1. deild karla, mentre le ultime due retrocedono in 3. deild karla.
Nel 2008, il numero delle squadre partecipanti al questo campionato è passato da 10 a 12.

## Squadre 2020
- Völsungur
- Haukar
- Selfoss
- Dalvík/Reynir
- ÍR Reykjavík
- KF Fjallabyggðar
- KFF Fjarðabyggð
- Kári
- Njarðvík
- Þróttur Vogum
- Víðir Garði
- Kordrengir

## Albo d'oro
- 1966:  Selfoss
- 1967:  FH Hafnarfjörður
- 1968:  Völsungur
- 1969:  Ármann
- 1970:  Þróttur Nesk.
- 1971:  Völsungur
- 1972:  Þróttur Nesk.
- 1973:  IBI
- 1974:  Víkingur Ólafsvík
- 1975:  Þór
- 1976:  Reynir Sandgerði
- 1977:  Fylkir
- 1978:  Selfoss
- 1979:  Völsungur
- 1980:  Reynir Sandgerði
- 1981:  Njarðvík
- 1982:  Víðir Garði
- 1983:  Skallagrímur
- 1984:  Fylkir
- 1985:  Selfoss
- 1986:  KS/Leiftur
- 1987:  Fylkir
- 1988:  Stjarnan
- 1989:  KS/Leiftur
- 1990:  Þróttur
- 1991:  KS/Leiftur
- 1992:  Tindastóll
- 1993:  Selfoss
- 1994:  Skallagrímur
- 1995:  Völsungur
- 1996:  Dalvík/Reynir
- 1997:  HK Kópavogur
- 1998:  Víðir Garði
- 1999:  Tindastóll
- 2000:  Þór
- 2001:  Haukar
- 2002:  HK Kópavogur
- 2003:  Völsungur
- 2004:  KS/Leiftur
- 2005:  Leiknir
- 2006:  KFF Fjarðabyggð
- 2007:  Haukar
- 2008:  ÍR Reykjavík
- 2009:  Grótta
- 2010:  Víkingur Ólafsvík
- 2011:  Tindastóll
- 2012:  Völsungur
- 2013:  HK Kópavogur
- 2014:  KFF Fjarðabyggð
- 2015:  Huginn
- 2016:  ÍR Reykjavík
- 2017:  Njarðvík
- 2018:  Afturelding
- 2019:  Leiknir F.
- 2020:  Kórdrengir
- 2021:  Þróttur
- 2022:  Njarðvík
- 2023:  Dalvík/Reynir
- 2024:  Selfoss